# Nag la bombe
Pour plus de détails, voir Fiche technique et Distribution.
Nag la bombe est un film dramatique français réalisé par Jean-Louis Milesi et sorti en 2000.

## Synopsis
Nag est une prostituée qui se retrouve un soir à l'hôpital après qu'un client l'ai violenter. Là-bas, elle fait la connaissance d'Hervé, un infirmier obsédé par tout ce qui est morbide. Amoureux de sa patiente, Nag découvrira alors son univers.

## Fiche technique
- Titre français : Nag la bombe
- Réalisation : Jean-Louis Milesi
- Scénario : Jean-Louis Milesi
- Photographie : Jean-Marc Fabre
- Pays d'origine :  France
- Genre : drame
- Date de sortie : 1999

## Distribution
- Ariane Ascaride : Nag
- Vincent Elbaz : Hervé
- Rossy de Palma : Leïla
- Johan Leysen : Simon
- Julie Gayet : Rosine
- Adriana Asti : la nonne
- Jacqueline Danno : Gisou
- Yvan Garouel : Un client de Gisou
- Véronique Ataly : La femme du client de Gisou